# Debate sobre os bombardeamentos de Hiroshima e Nagasaki

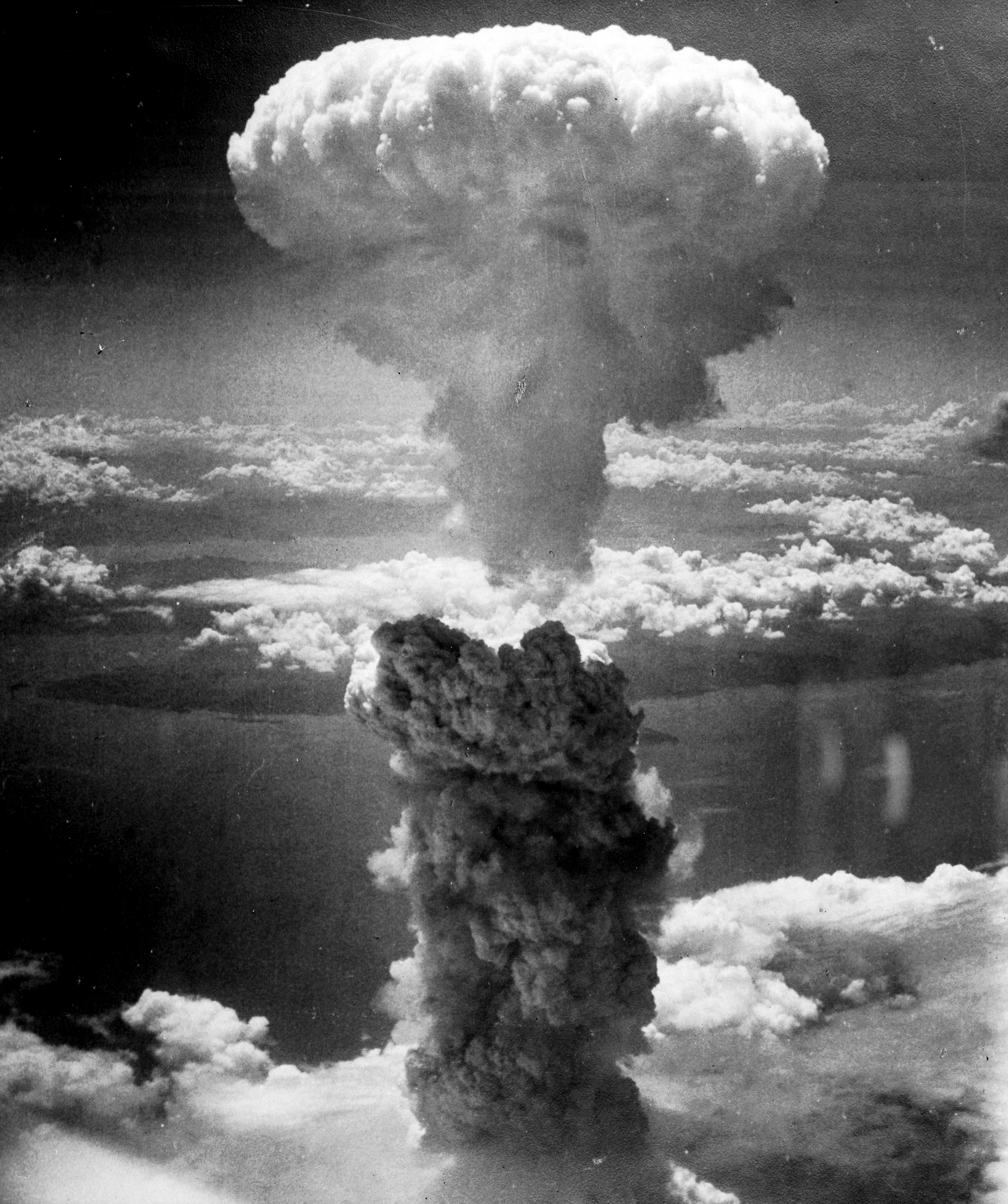
Explosão nuclear em Nagasaki, Japão, em 9 de agosto de 1945.

O debate sobre os bombardeios atômicos (português brasileiro) ou bombardeamentos atómicos (português europeu) de Hiroshima e Nagasaki diz respeito às controvérsias éticas, jurídicas e militares que cercam bombardeios atômicos dos Estados Unidos em Hiroshima e Nagasaki em 6 de agosto e 9 de agosto 1945, no final da Segunda Guerra Mundial (1939-1945).

## Apoio à utilização de armamento atômico
Embora os apoiantes do bombardeamento concedam que as autoridades civis japonesas estivessem, desde Janeiro de 1945 e logo a seguir à invasão de Luzon (Filipinas), a enviar cautelosa e discretamente vários comunicados, apontam também o fato de os oficiais militares japoneses, antes do uso da bomba atômica, se oporem em unanimidade a quaisquer negociações.
Embora alguns membros das autoridades civis tenham usado dissimuladamente canais diplomáticos para iniciar as negociações pela paz, por si só não poderiam negociar uma rendição ou mesmo um cessar-fogo. O Japão, sendo uma Monarquia constitucional, apenas poderia entrar num tratado de paz com o apoio unânime do gabinete japonês, e todo esse era dominado por militaristas do Exército Imperial Japonês e da Marinha Imperial Japonesa, sendo todos inicialmente opostos a qualquer tratado de paz. Na altura, chegou-se a uma situação de empate político entre os líderes civis e militares, estando esses últimos cada vez mais determinados a lutar sem olhar custos e eventuais desfechos. No pós-guerra, vários continuaram a acreditar que o Japão poderia ter negociado termos de rendição mais favoráveis caso tivessem continuado a infligir alto nível de baixas nas forças inimigas, terminando, eventualmente, a guerra sem uma ocupação do Japão e sem a mudança de Governo.
O historiador Victor Davis Hanson chama a atenção para a resistência japonesa crescente, fútil como foi em retrospecto, como a guerra veio a sua conclusão inevitável. A Batalha de Okinawa mostrou esta determinação de lutar a todo custo. Mais de 120 mil tropas japonesas e 18 mil tropas americanas foram mortas na batalha mais sangrenta do teatro do Pacífico, somente 8 semanas antes da rendição final do Japão. Na verdade, mais civis morreram na Batalha de Okinawa do que na explosão inicial das bombas atômicas.
Quando a União Soviética declarou guerra contra o Japão em 8 de agosto de 1945 e conduziu a Operação Tempestade de Agosto, o Exército Imperial Japonês ordenou que suas forças na Manchuria lutassem "até o último homem". Entretanto, em apenas três semanas, o Exército da URSS conseguiu destruir a força principal do Exército Imperial japonês que ocupava o norte da China e a Coréia, composta por cerca de 1 milhão de homens.
Alguns historiadores consideram, ainda, que os estrategistas dos Estados Unidos também queriam terminar a guerra rapidamente para minimizar a expansão da influência soviética nos territórios libertados pela URSS da ocupação japonesa. Especialmente porque havia começado a invasão soviética da Manchúria e da Coréia, em agosto de 1945, com uma ofensiva que destruiu rapidamente o Exército Imperial Japonês que ocupava o norte da China. Enquanto isso, em adição aos ataques soviéticos, ofensivas foram programadas para setembro no sul da China e Malásia.
O Major General Masakazu Amanu, chefe da seção de operações nos quartéis generais imperiais japoneses, declarou que estava absolutamente convencido que suas preparações defensivas, que começaram no começo de 1944, poderiam repelir qualquer invasão Aliada de suas ilhas com as mínimas perdas. Os japoneses não desistiriam facilmente por causa de sua forte tradição de orgulho e honra — muitos seguiam o Código Samurai e lutariam até o último homem ser morto.
Após descobrirem que a destruição de Hiroshima fora causada por uma arma nuclear, os líderes civis ganharam mais e mais firmeza em seus argumentos de que o Japão tinha de admitir sua derrota e aceitar os termos da Declaração de Potsdam. Mesmo após a destruição de Nagasaki, o Imperador mesmo precisou intervir para terminar um impasse no gabinete.

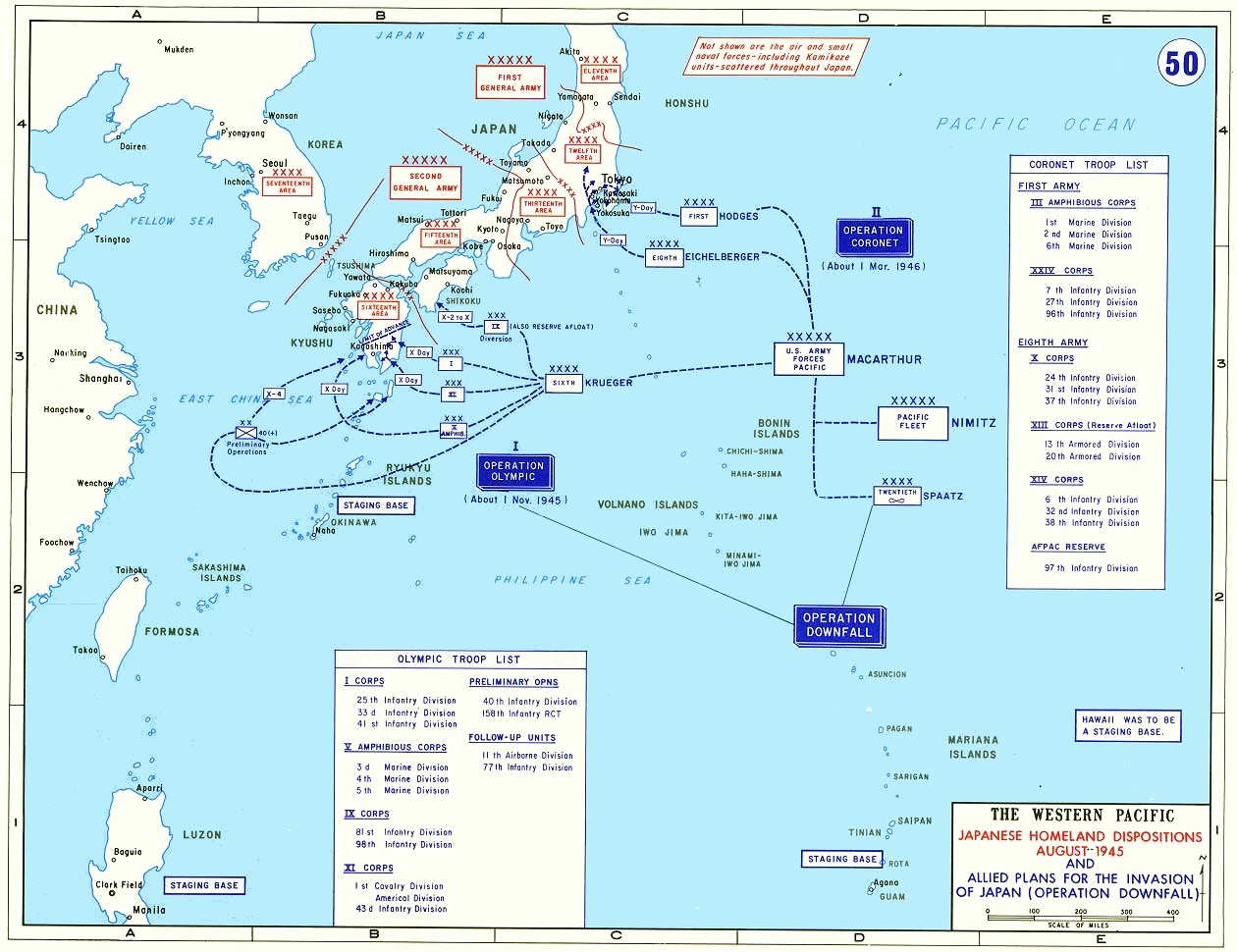
Alguns estrategistas americanos acreditavam que o plano de invasão do Japão que teria início em novembro de 1945, a Operação Downfall, teria um alto custo em vidas de soldados dos EUA

Apoiadores do bombardeio também apontaram que esperar que os japoneses se rendessem não era uma opção sem custo — como um resultado da guerra;  não-combatentes estavam morrendo por toda a Ásia em uma taxa de cerca de 200 mil por mês. O Bombardeio de Tóquio na II Guerra Mundial tinha matado muito mais de 100 mil pessoas no Japão desde fevereiro de 1945, diretamente e indiretamente. O bloqueio submarino, a operação de minas navais das Forças Aéreas do Exército dos Estados Unidos e a Operação Salvação tinham efetivamente cortado as importações do Japão. Uma operação complementar, contra as ferrovias do Japão, estava prestes a começar, isolando as cidades do sul de Honshu da comida que crescia em outros lugares de suas ilhas. Isso, combinado com o atraso nos suprimentos de alívio dos Aliados, poderia ter resultado em uma estatística de morte muito maior no Japão, devido à fome e à desnutrição - o que a que realmente aconteceu nos ataques. "Imediatamente depois da derrota, alguns estimavam que 10 milhões de pessoas poderiam ter morrido de fome", nota o historiador Daikichi Irokawa.
Os americanos projetavam a perda de muitos soldados na Operação Downfall, que consistiria em duas etapas, a invasão americana no Sul do Japão (na ilha de Kyushu) simultânea à invasão soviética da ilha do norte (Hokkaido), programadas para novembro de 1945 na Operação Olympic, seguida da invasão da ilha principal, Honshu, e da ocupação de Tóquio, que ocorreria na Operação Coronet, programada para março de 1946. Entretanto, os números reais de perdas resultantes da Operação Downfall eram alvo de controvérsias e debates. Basicamente, as perdas dependeriam da persistência, da reabilitação da resistência japonesa e da velocidade com que os americanos conseguiriam ocupar Kyushu (em novembro de 1945), e ainda, se seria realmente necessário o desembarque próximo à baia de Tóquio, projetado para março de 1946. Também havia dúvidas sobre quais seriam as capacidades do Japão de repelir as forças aliadas com o uso de armas químicas, como as que os japoneses utilizaram contra a China.
Anos após a guerra, o Secretário de Estado James F. Byrnes clamou que 500 mil vidas americanas teriam sido perdidas — e esse número tem sido repetido desde então autoritariamente, mas, no verão de 1945, planejadores militares dos EUA projetaram 20 mil - 110 mil mortes em combate da invasão inicial de novembro de 1945, com cerca de três a quatro vezes este número de feridos. (O total de mortes em combate dos EUA em todas as frentes na II Guerra Mundial em quase quatro anos de guerra foram 292 mil). Entretanto, estas estimativas foram feitas usando a inteligência que brutalmente subestimou a força japonesa reunida para a batalha de Kyushu em número de soldados e camicases.
Além disto, a bomba atômica acelerou o fim da Segunda Guerra Mundial na Ásia, liberando centenas de milhares de cidadãos ocidentais, incluindo cerca de 200 mil holandeses e 400 mil indonésios ("Romushas") de campos de concentração japoneses; também, as atrocidades japonesas contra milhões de chineses, tais como o Massacre de Nanquim, tiveram um fim.
Apoiadores também apontam para uma ordem dada pelo Ministro da Guerra japonês em 11 de agosto de 1944. A ordem lidava com a disposição e execução de todos os prisioneiros de guerra Aliados, somando mais de 100 mil, se uma invasão da terra natal dos japoneses acontecesse.
Em resposta ao argumento que a matança de civis em larga escala era imoral e um crime de guerra, apoiadores dos bombardeios tem argumentado que o governo japonês declarou guerra total, ordenando muitos civis (inclusive mulheres e crianças) a trabalhar em fábricas e escritórios militares e lutar contra qualquer força invasora. O padre John A. Siemes, professor de filosofia moderna na Universidade Católica de Tóquio e uma testemunha ocular ao ataque da bomba atômica em Hiroshima escreveu:
| “ | Discutimos entre nós a ética do uso da bomba. Alguns a consideraram na mesma categoria que o gás venenoso e eram contra seu uso em uma população civil. Outros eram do ponto de vista que na guerra total, como deflagrada no Japão, não havia diferença entre civis e soldados e que a bomba em si era uma força efetiva podendo acabar com o derramamento de sangue, alertando ao Japão que se rendesse e assim evitando a destruição total. Parece lógico para mim que aquele que apoia a guerra total em princípio não pode reclamar da guerra contra civis." | ” |

Finalmente, apoiadores também apontam os planos japoneses, desenvolvidos por sua Unidade 731, de lançar aviões pilotados por Kamikazes com uma carga de moscas contaminadas por peste bubônica para infectar a população de São Diego, Califórnia. A data alvo era para ser 22 de setembro de 1945, apesar de ser improvável que o governo japonês tivesse permitido que tantos recursos fossem desviados de propósitos defensivos.

## Oposição ao uso de bombas atômicas
O Projecto Manhattan tinha sido concebido originariamente como um contra-ataque ao programa da bomba atómica da Alemanha Nazi, e com a derrota da Alemanha, vários cientistas que trabalhavam no projecto sentiram que os EUA não deveriam ser os primeiros a usar tais armas. Um dos críticos proeminentes dos bombardeios era Albert Einstein. Leo Szilard, um cientista que tinha um papel fundamental no desenvolvimento da bomba atómica, argumentou:
| “ | Se tivessem sido os alemães a lançar bombas atómicas sobre cidades ao invés de nós, teríamos considerado esse lançamento como um crime de guerra, e sentenciado à morte e enforcado os alemães considerados culpados desse crime no Tribunal de Nuremberg. | ” |

O seu uso tem sido classificado como bárbaro, visto que cem mil civis foram mortos, e as áreas atingidas eram conhecidas por serem altamente povoadas por civis. Nos dias imediatamente anteriores ao seu uso, vários cientistas (inclusive o físico nuclear americano Edward Teller) defendiam que o poder destrutivo da bomba poderia ter sido demonstrado sem causar mortes.

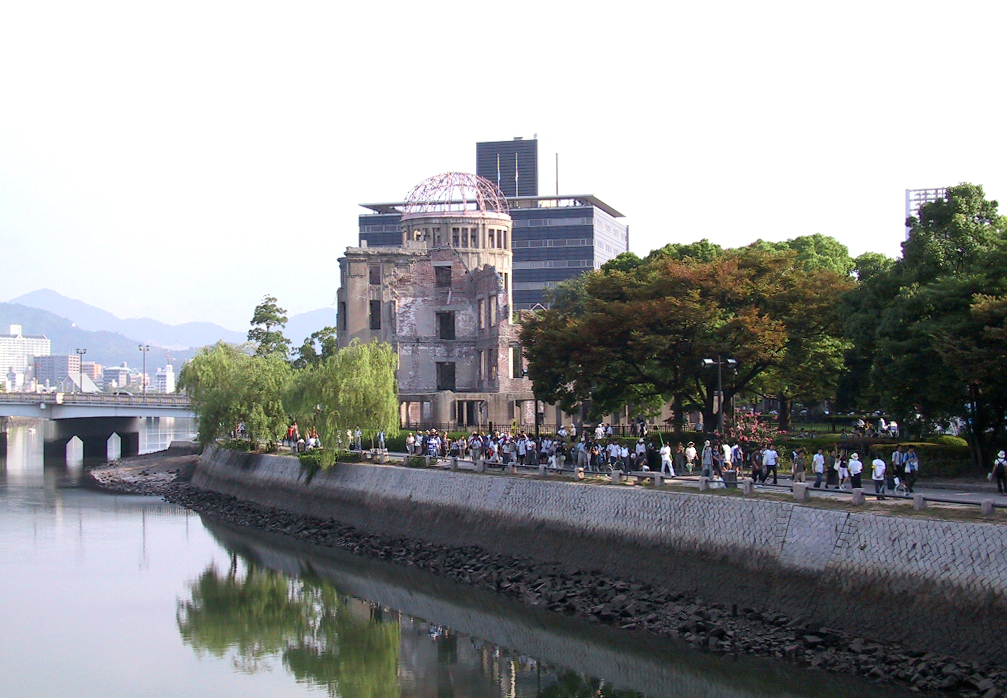
O que era originalmente o edifício municipal de promoção industrial tornou-se no Memorial da Paz de Hiroshima, em Hiroshima.

A existência de relatos históricos que indicam que a decisão de usar as bombas atómicas foi feita com o objetivo de provocar uma rendição através do uso de um poder imponente, juntamente com as observações de que as bombas foram usadas propositadamente sobre alvos que incluíam civis, fez com que alguns comentaristas observassem que o incidente foi um acto de terrorismo de estado. O historiador Rober Newman, que é a favor da decisão de lançar as bombas, levou a alegação de terrorismo de estado tão a sério que argumentou que a prática de terrorismo é justificável em alguns casos.
Outros têm alegado que os japoneses já estavam essencialmente derrotados, e portanto o uso das bombas foi desnecessário. O general Dwight D. Eisenhower assim aconselhou o Secretário de Guerra, Henry L. Stimson, em julho de 1945. O oficial de maior patente no Cenário do Pacífico, general Douglas MacArthur, não foi consultado com antecedência, mas afirmou posteriormente que não havia justificativas militares para os bombardeios. A mesma opinião foi expressa pelo Almirante da Frota William D. Leahy (o Chefe de Gabinete do Presidente), general Carl Spaatz (comandante das Forças Aéreas Estratégicas dos E.U.A. no Pacífico), e o brigadeiro general Carter Clarke (o oficial da inteligência militar que preparou cabos japoneses interceptados para os oficiais americanos); Major General Curtis LeMay; e o almirante Ernest King, Chefe das Operações Navais dos E.U.A., e o Almirante da Frota Chester W. Nimitz, Comandante-chefe da Frota do Pacífico.
Eisenhower escreveu no seu livro de memórias The White House Years:
| “ | Em 1945, o Secretário de Guerra Stimson, ao visitar o meu quartel-general na Alemanha, informou-me que o nosso governo estava a preparar-se para lançar uma bomba atómica no Japão. Eu era um dos que sentiam que havia um número de razões contundentes para questionar a sabedoria de tal acto. Durante a sua recitação dos factos relevantes, eu tinha estado consciente de um sentimento depressivo e por isso vocalizei-lhe as minhas graves suspeitas, primeiro com base em minha crença de que o Japão já estava derrotado e que o lançamento da bomba era completamente desnecessário; segundo porque pensei que o nosso país deveria evitar chocar a opinião mundial pelo uso de uma arma cujo emprego não era mais, como pensei, obrigatório como uma medida para salvar vidas americanas." | ” |

O United States Strategic Bombing Survey escreveu, após ter entrevistado centenas de japoneses civis e líderes militares, depois da rendição do Japão:
| “ | Baseado numa investigação detalhada de todos os fatos e apoiados pelo testemunho dos sobreviventes líderes japoneses envolvidos, é a opinião da Survey que, certamente antes de 31 de dezembro de 1945, e, em todas as probabilidades, antes de 1.º de novembro de 1945, o Japão ter-se-ia rendido mesmo se as bombas atômicas não tivessem sido lançadas, mesmo se a Rússia não tivesse entrado na guerra e mesmo se a invasão não tivesse sido planejada." | ” |

No entanto, é de realçar que a pesquisa referida assumiu que seriam necessários adicionais ataques convencionais - com as casualidades directas e indirectas inerentes - para forçar a rendição do Japão nas datas mencionadas no relatório.
Outros críticos defendem que o Japão estaria a tentar render-se pelo menos havia dois meses, mas que os Estados Unidos recusavam a rendição pois insistiam que esta deveria ser incondicional. De facto, enquanto que vários diplomatas eram a favor da rendição, os líderes militares japoneses estavam decididos a combater uma batalha decisiva em Kyushu, na esperança de conseguirem negociar melhores termos num futuro armistício - o que os americanos sabiam através da descodificação de comunicações japonesas interceptadas. O governo japonês nunca decidiu em que termos, além da preservação do sistema imperial, aceitaria cessar as hostilidades. Até 9 de agosto, o governo japonês encontrava-se dividido, com os mais conservadores a insistirem que o Japão deveria desmobilizar as suas próprias forças, não deveriam existir tribunais para crimes de guerra nem ocupação. Apenas a intervenção directa do Imperador terminou a disputa e mesmo depois disso, ainda houve uma tentativa militar de golpe de estado falhada para evitar a rendição.[carece de fontes?]
Outra crítica é que os EUA deveriam ter esperado por um breve período a fim de avaliar o efeito da entrada da União Soviética na guerra. Os EUA sabiam, e o Japão não, que a União Soviética havia concordado com declarar guerra ao Japão três meses depois do dia da vitória na Europa; com efeito, os soviéticos de fato realizaram um ataque em 8 de agosto de 1945. A perda de qualquer perspectiva de que a União Soviética poderia servir de mediador neutro para uma paz negociada, aliada à entrada do Exército Vermelho (o maior exército ativo no mundo), poderiam ser suficientes para convencer as forças armadas japonesas da necessidade de aceitar os termos da Declaração de Potsdam (desde que alguma proteção para o Imperador estivesse presente). Como não haveria imediata invasão norte-americana, alega-se que os EUA não tinham nada a perder se esperassem alguns dias para descobrir se a guerra poderia ser terminada sem o uso da bomba atômica. A rendição japonesa aconteceu antes que se soubesse da escalada dos ataques soviéticos na Manchúria, na Ilha de Sakhalin, e nas Ilhas Kuril; mas, se a guerra tivese prosseguido, os soviéticos seriam capazes de invadir Hokkaido bem antes da invasão aliada de Kyushu. Outras fontes japonesas afirmaram que os bombardeios em si não foram a razão principal para a capitulação. Ao contrário, alegam, foram as rápidas e devastadoras vitórias soviéticas no continente na semana seguinte à declaração de guerra proferida por Stalin que causaram a mensagem de rendição japonesa em 15 de agosto de 1945.[carece de fontes?]

### Desumanização
O historiador James J. Weingartner vê uma conexão entre a mutilação de cadáveres de guerra japoneses pelos americanos e os bombardeios. Segundo Weingartner, ambos foram parcialmente o resultado de uma desumanização do inimigo. "[A] imagem generalizada dos japoneses como sub-humanos constituiu um contexto emocional que forneceu outra justificativa para decisões que resultaram na morte de centenas de milhares." No segundo dia após o bombardeio de Nagasaki, o presidente Truman declarou: "A única linguagem que eles parecem entender é aquela que temos usado para bombardeá-los. Quando você tem que lidar com uma fera, deve tratá-la como uma fera. É muito lamentável, mas, no entanto, é verdade".

### Intimidar os soviéticos
Em 2003, Nelson Mandela, que se opôs ao Apartheid na África do Sul, disse o seguinte sobre os bombardeios de Hiroshima e Nagasaki.
| “ | Há 57 anos, quando o Japão estava recuando em todas as frentes, eles (os EUA) decidiram lançar a bomba atômica em Hiroshima e Nagasaki. Mataram muitas pessoas inocentes, que ainda sofrem com os efeitos dessas bombas. Essas bombas não foram dirigidas contra os japoneses. Elas foram dirigidas contra a União Soviética. Para dizer: veja, este é o poder que temos. Se você ousar se opor ao que fazemos, é isso que acontecerá com você. Porque eles são tão arrogantes que decidiram matar pessoas inocentes no Japão, que ainda sofrem com isso. | ” |

Essa declaração foi feita quando a guerra do Iraque estava sendo discutida.

### Comissão de Vítimas da Bomba Atómica (ABCC)
A Comissão de Vítimas da Bomba Atómica foi uma comissão criada em 1946, de acordo com uma diretiva presidencial de Harry S. Truman. O único objetivo da organização era realizar pesquisas sobre os sobreviventes da bomba atómica, porque acreditavam que "não poderiam ser oferecidos novamente até outra guerra mundial". Por isso, esta organização investigou a saúde dos Hibakusha, mas não os tratou de todo. Como resultado, foi criticada pelos Hibakusha como sendo experimental no corpo humano.>
A Comissão de Vítimas da Bomba Atómica também se debruçou sobre a zona de Nishiyama, em Nagasaki. A zona de Nishiyama de Nagasaki situava-se nas montanhas e, embora não tivesse sido danificada pela explosão da bomba atómica, era uma zona onde o corpo humano estava exposto à radiação. Por isso, após a guerra, foram realizados inquéritos sanitários sem informar os habitantes do seu objetivo. Inicialmente, a área de Nishiyama foi inspeccionada pelo Exército dos EUA, mas mais tarde foi entregue à ABCC.
```
As pessoas da zona de Nishiyama apresentaram um aumento significativo na contagem de glóbulos brancos alguns meses após os bombardeamentos atómicos. Nos animais, a leucemia pode desenvolver-se após a exposição de todo o corpo, pelo que é particularmente interessante ver o que acontece nos seres humanos, e o osteossarcoma também foi identificado em seres humanos após a ingestão oral de materiais radioactivos.
[
17
]
[
18
]
```

```
Nestas condições, os habitantes da zona de Nishiyama, que não foram diretamente afectados pelos bombardeamentos atómicos, constituem uma população ideal para observar os efeitos da radiação residual.
[
17
]
[
18
]
```

Os EUA continuaram a sua investigação sobre a radiação residual depois de o Japão se ter tornado independente, mas os resultados nunca foram transmitidos aos residentes da zona de Nishiyama. Como resultado, os residentes continuaram a cultivar após a Segunda Guerra Mundial, e o número de doentes com leucemia aumentou e ocorreram casos de morte.
Após os bombardeamentos atómicos, os médicos japoneses quiseram conhecer e estudar os danos reais e realizar investigação para ajudar a curar os hibakusha, mas o GHQ não permitiu que os japoneses realizassem investigação sobre o estado atual dos danos causados pela bomba atómica. Sobretudo, os regulamentos em vigor até 1946 eram rigorosos, o que provocou mais mortes devido à radiação.
Quando um hibakusha coreano Zainichi concebeu filhos gémeos mas morreu pouco tempo depois, em algumas circunstâncias a ABCC tentou mesmo recuperar os corpos dos bebés falecidos. Quando os Hibakusha se recusavam a submeter-se a exames médicos de rotina, a ACCB ameaçava levá-los a tribunal marcial por crimes de guerra. Além disso, quando os Hibakusha morriam, a ABCC visitava pessoalmente as suas casas e removia os seus corpos para autópsias. Acredita-se que pelo menos 1.500 órgãos foram enviados para o Instituto de Patologia das Forças Armadas dos EUA, em Washington, DC.

## Teorias marginais
Teorias da conspiração de que os bombardeios de Hiroshima e Nagasaki foram realizados com uma nova bomba da época de napalm, acompanhada de material nuclear radiológico para fazer crer uma arma de destruição em massa, estão se tornando cada vez mais populares, embora esmagadoramente refutados.

## Impacto Negativo na Política Militar e Externa dos EUA
O escritor e economista francês Frédéric Saint Clair apontou que os bombardeios atômicos de Hiroshima e Nagasaki ficaram gravados na estratégia militar americana como uma "experiência bem-sucedida", levando os Estados Unidos a agirem com a falsa suposição de que "subjugar o inimigo pela força" seria eficaz em guerras posteriores — como a Guerra do Vietnã e a Guerra do Iraque — causando assim consequências negativas a longo prazo.
| “ | Os eventos de 6, 9 e 10 de agosto de 1945 sustentam a tese de que os militaristas americanos mantiveram isso em mente — e continuaram a revivê-lo ao longo das décadas. Contudo, houve muitos contraexemplos. O desastre da Baía dos Porcos em 1961. O retumbante fiasco da Guerra do Vietnã, de 1955 a 1975. A interminável guerra no Afeganistão, lançada após os eventos de 11 de setembro de 2001. O fracasso da Guerra do Iraque, que começou em 2003, apesar da "vitória" dos EUA e da queda do ditador — se considerarmos o caos que reina na região desde então. E esta não é uma lista exaustiva. | ” |

Foi também o historiador americano do Japão moderno, John Dower, quem apontou que a visão positiva dos Estados Unidos sobre sua ocupação do Japão e os bombardeios atômicos tiveram consequências negativas posteriores. Ele argumentou que o Japão provavelmente teria se rendido mesmo sem a invasão americana — desde que os EUA aceitassem a continuidade da existência do imperador, o que acabou acontecendo.
Dower também criticou a administração Bush por promover o Japão como um caso de sucesso de democratização em um contexto não ocidental. Ele destacou que isso não só ignorou os debates contínuos e frequentemente controversos dentro do Japão sobre o período da ocupação, mas também falhou em reconhecer as grandes diferenças entre Japão e Iraque. Apesar dessas diferenças, a administração tentou usar o Japão como um caso-modelo.
Como exemplo, Dower observou que o Japão já havia passado por desenvolvimentos democráticos, como a promulgação da Constituição Meiji após a Restauração Meiji e a Democracia Taisho. Ele também enfatizou o isolamento geográfico do Japão como nação insular, sua longa história de identidade compartilhada e a relativa ausência de divisões sociais profundas baseadas em religião ou etnia.
Essa tendência continuou até 2024, quando Lindsey Graham argumentou que, desde que os Estados Unidos lançaram duas bombas atômicas sobre o Japão no final da Segunda Guerra Mundial, Israel também deveria usar todos os tipos de bombas na Faixa de Gaza. Alex Lo, colunista baseado em Hong Kong, escreveu que a elite dominante americana está ficando desequilibrada, trazendo à tona um crime de guerra ou genocídio americano após outro para justificar o genocídio israelense. Tim Walberg e Randy Fine também compartilharam a mesma opinião e fizeram observações semelhantes.

## Opinião Pública

### Nos Estados Unidos
O Pew Research Center realizou uma pesquisa em 2015 mostrando que 56% dos americanos apoiaram os bombardeios atômicos de Hiroshima e Nagasaki, enquanto 34% se opuseram. O estudo destacou o impacto das gerações dos entrevistados, mostrando que o apoio aos bombardeios era de 70% entre os americanos com 65 anos ou mais, mas apenas 47% entre aqueles entre 18 e 29 anos. A orientação política também influenciou as respostas, segundo a pesquisa; o apoio foi medido em 74% entre republicanos e 52% entre democratas.  
Também existem diferenças no apoio e na desaprovação entre grupos étnicos. De acordo com uma pesquisa da CBS News, 49% dos americanos brancos apoiaram os bombardeios atômicos, enquanto apenas 24% dos americanos não brancos os apoiaram.
A aprovação americana aos bombardeios diminuiu substancialmente desde 1945, quando uma pesquisa da Gallup mostrou 85% de apoio e apenas 10% de desaprovação. Quarenta e cinco anos depois, em 1990, outra pesquisa da Gallup encontrou 53% de apoio e 41% de oposição. Uma pesquisa da Gallup em 2005 refletiu os resultados do estudo de 2015 do Pew Research Center, mostrando 57% de apoio e 38% de oposição. Enquanto os dados das pesquisas do Pew Research Center e da Gallup mostram uma queda acentuada no apoio aos bombardeios ao longo do último meio século, cientistas políticos da Stanford conduziram pesquisas que sustentam sua hipótese de que o apoio público americano ao uso de força nuclear seria tão alto hoje quanto em 1945, caso um cenário semelhante, mas contemporâneo, se apresentasse.
Em um estudo de 2017 realizado pelos cientistas políticos Scott D. Sagan e Benjamin A. Valentino, os entrevistados foram questionados se apoiariam o uso de força atômica em uma situação hipotética que mataria 100.000 civis iranianos, em comparação com uma invasão que resultaria na morte de 20.000 soldados americanos. Os resultados mostraram que 59% dos americanos aprovariam um ataque nuclear em tal situação. No entanto, uma pesquisa do Pew de 2010 mostrou que 64% dos americanos aprovaram a declaração de Barack Obama de que os EUA se absteriam do uso de armas nucleares contra nações que não as possuíam.

### Em outros países
Em uma pesquisa de 2015, 79% dos japoneses disseram que os bombardeios atômicos não podiam ser justificados, enquanto 14% afirmaram que podiam.  
Em uma pesquisa de 2016, 41% dos britânicos entrevistados disseram que os bombardeios foram a decisão errada, enquanto 28% disseram que foi a decisão certa.
Do ponto de vista dos Estados Unidos, os bombardeios atômicos são frequentemente discutidos sob a perspectiva de que reduziram os danos aos soldados. Alex Wellerstein, historiador nuclear do Stevens Institute of Technology, afirma que, enquanto as nações invadidas pelo Japão favorecem os bombardeios atômicos, os europeus geralmente têm uma visão mais crítica. Os europeus ficam impressionados pelo fato de que a maioria dos americanos acredita que os bombardeios atômicos de Hiroshima e Nagasaki foram justificados e moralmente corretos.
A percepção também é muito negativa em países que estão em conflito diplomático com os Estados Unidos. Em 1959, Che Guevara, durante sua visita a Hiroshima, perguntou: “Vocês, japoneses, nunca se irritam com as atrocidades cometidas contra vocês pelos EUA?" O Líder Supremo do Irã, Ali Khamenei, afirmou: “Os Estados Unidos lançaram uma bomba atômica na cidade de Hiroshima em agosto de 1945, massacrando 100.000 pessoas instantaneamente. Um exército tão hegemônico mostra claramente que os EUA são moralmente falidos, ateístas e irreligiosos.”
Na Coreia do Sul, existe uma percepção geral de que os bombardeios atômicos contribuíram para a independência do país. Contudo, a Coreia era uma colônia japonesa na época, e muitos coreanos migraram para o Japão para trabalhar como imigrantes e trabalhadores de guerra, estimando-se que havia dezenas de milhares de hibakusha coreanos. Hibakusha coreanos criticaram tanto o Japão quanto os Estados Unidos. As diferenças de atitudes em relação aos bombardeios atômicos foram um obstáculo para o entendimento entre coreanos e coreanos zainichi.